# Formule 3-race in Monaco
De Formule 3-wedstrijd in de straten van Monte Carlo was jarenlang dé Formule 3-afspraak van het seizoen. Traditioneel gereden op de zaterdag voor de Grote Prijs Formule 1 van Monaco, zijn heel wat piloten die tijdens deze wedstrijd goed presteerden uitgegroeid tot enkele van de grootste coureurs uit de geschiedenis van de autosport.
De laatste maal dat deze wedstrijd verreden werd, was in 1997. Daarna werd hij vervangen door een Formule 3000-race.
Vanaf 2005 wordt er - in het kader van de in 2003 opgestarte Euroseries Formule 3 - opnieuw een Formule 3-race verreden in de straten van Monte Carlo, zij het in twee manches.

## Winnaars
- 1964  Jackie Stewart
- 1965  Peter Revson
- 1966  Jean-Pierre Beltoise
- 1967  Henri Pescarolo
- 1968  Jean-Pierre Jaussaud
- 1969  Ronnie Peterson
- 1970  Tony Trimmer
- 1971  Dane Walker
- 1972  Patrick Depailler
- 1973  Jacques Laffite
- 1974  Tom Pryce
- 1975  Renzo Zorzi
- 1976  Bruno Giacomelli
- 1977  Didier Pironi
- 1978  Elio de Angelis
- 1979  Alain Prost
- 1980  Mauro Baldi
- 1981  Alain Ferté
- 1982  Alain Ferté
- 1983  Michel Ferté
- 1984  Ivan Capelli
- 1985  Pierre-Henri Raphanel
- 1986  Yannick Dalmas
- 1987  Didier Artzet
- 1988  Enrico Bertaggia
- 1989  Antonio Tamburini
- 1990  Laurent Aiello
- 1991  Jörg Müller
- 1992  Marco Werner
- 1993  Gianantonio Pacchioni
- 1994  Giancarlo Fisichella
- 1995  Gianantonio Pacchioni
- 1996  Marcel Tiemann
- 1997  Nick Heidfeld
- 1998-2004 : geen Formule 3-race in Monaco
- 2005
  - 1e manche :  Lewis Hamilton
  - 2e manche : Lewis Hamilton

## Andere deelnemers
Naast verschillende van de winnaars zijn ook andere deelnemers aan de Formule 3-race in Monaco later bekende coureurs geworden, waaronder: 
- Bas Leinders (7e in 1997);
- Jarno Trulli (pole position in 1996);
- Ralf Schumacher (2e in 1995);
- Alexander Wurz (10e in 1994, 6e in 1995);
- Jos Verstappen (3e in 1993);
- Massimiliano Papis (5e in 1992);
- Jacques Villeneuve (9e in 1992);
- Olivier Panis (7e in 1990);
- Alessandro Zanardi (pole position in 1990);
- Damon Hill (6e in 1988);
- Jean Alesi (2e in 1987);
- Johnny Herbert (3e in 1987);
- Gerhard Berger (2e in 1984);
- Michele Alboreto (2e in 1980);
- Nigel Mansell (8e in 1980);
- Jan Lammers (5e in 1978);
- Stefan Johansson (4e in 1977);